# Русин, Никита Иванович
Никита Иванович Русин (1915—1997) — майор Советской Армии, участник советско-финской и Великой Отечественной войны, Герой Советского Союза (1940).

## Биография
Никита Русин родился 25 марта 1915 года в селе Городецкое (ныне — Скопинский район Рязанской области). После окончания семи классов школы работал комбайнёром. В 1937 году Русин был призван на службу в Рабоче-крестьянскую Красную Армию. Участвовал в боях советско-финской войны, будучи механиком-водителем танка 85-го отдельного танкового батальона 39-й отдельной лёгкой танковой бригады 13-й армии.
15-16 декабря 1939 года экипаж Русина успешно уничтожил финский дот, а затем, прорвавшись в расположение противника, уничтожил противотанковое орудие, несколько огневых точек и большое количество финских солдат и офицеров.
Указом Президиума Верховного Совета СССР от 26 января 1940 года за «образцовое выполнение боевых заданий командования на фронте борьбы с финской белогвардейщиной и проявленные при этом отвагу и геройство» красноармеец Никита Русин был удостоен высокого звания Героя Советского Союза с вручением ордена Ленина и медали «Золотая Звезда» за номером 219.
Участвовал в боях Великой Отечественной войны. После её окончания продолжил службу в Советской Армии. В 1956 году в звании майора Русин был уволен в запас. Проживал и работал в Подольске. Умер 7 мая 1997 года, похоронен на подольском кладбище «Красная Горка».
Почётный гражданин Ступино. Был также награждён орденами Красного Знамени, Отечественной войны 1-й степени и Красной Звезды, рядом медалей.
В честь Русина названа школа в Подольске.